# 祥符街道
祥符街道，中国浙江省杭州市拱墅区所辖街道。原为祥符镇，2009年7月16日设立街道。总面积18平方千米，常驻人口2.27万人。得名于境内的祥符桥。

## 辖区
祥符街道现辖：祥符社区、勤丰社区、庆隆社区、吉如社区、阮家桥社区、渡驾桥社区、郭家厍社区、方家埭社区、花园岗社区、陆家圩社区、祥符桥社区、孔家埭社区、新文社区、星桥社区、映月社区、总管堂村。